# Viola yuzufelensis
Viola yuzufelensis är en violväxtart som beskrevs av A.P. Khokhriakov. Viola yuzufelensis ingår i släktet violer, och familjen violväxter. Inga underarter finns listade i Catalogue of Life.